# Supernafouknutá planeta

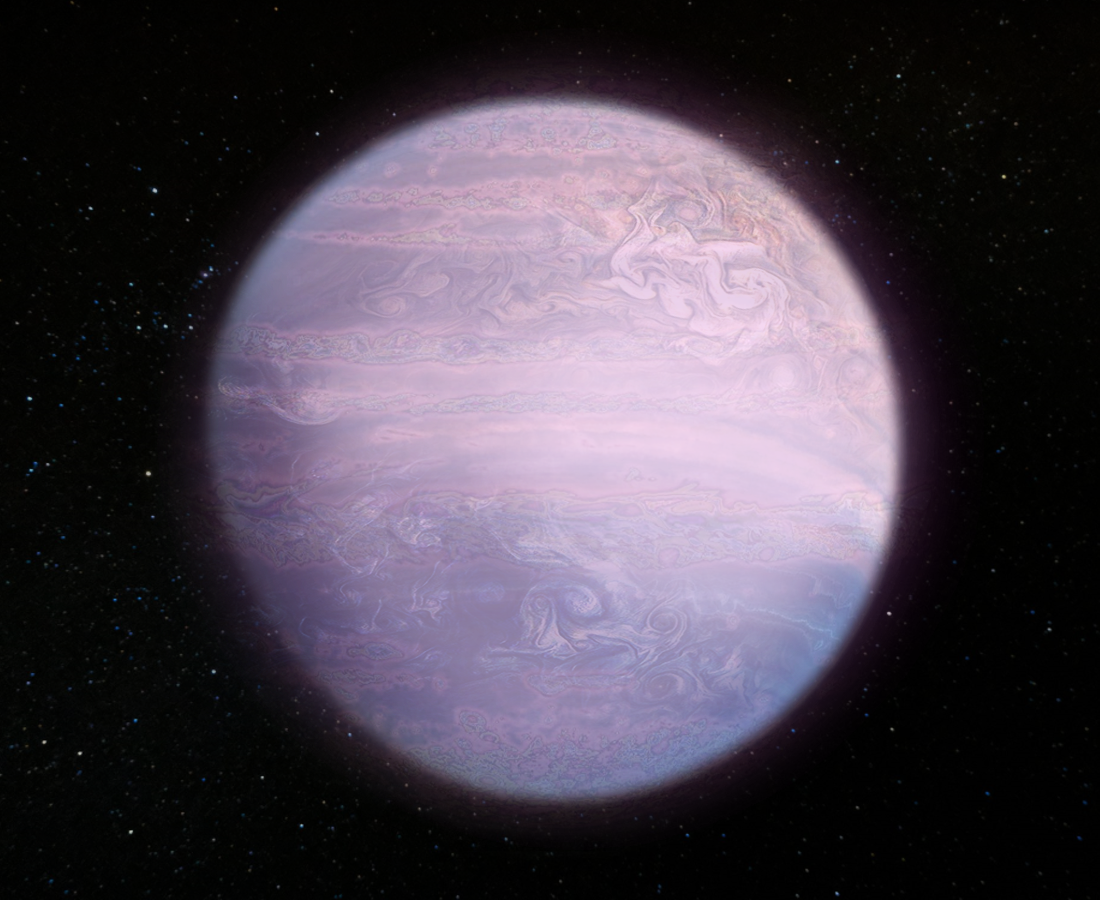
Umělecká představa supernafouknuté planety

Supernafouknutá planeta (často označovaná jako super-puff planeta) je třída exoplanet, které mají hmotnost jen několik málo násobků hmotnosti Země, ale jejich poloměr přesahuje poloměr Neptunu. Tyto planety se vyznačují extrémně nízkou hustotou — často méně než 0,1 g/cm³, což je mnohem méně než hustota Saturnu, nejméně husté planety ve Sluneční soustavě.
Supernafouknuté planety, jako například ty, které obíhají hvězdu Kepler-51, byly objeveny v roce 2012 pomocí tranzitní metody. Mají velikost srovnatelnou s Jupiterem, ale jejich hustota je srovnatelná s hustotou cukrové vaty.

## Hypotézy o vzniku
Supernafouknuté planety představují výzvu pro současné teorie vzniku planet, protože jejich extrémně nízká hustota je obtížně vysvětlitelná. Bylo navrženo několik hypotéz k vysvětlení jejich unikátních vlastností:
- Výtoky prachu do atmosféry: Jedna z hypotéz předpokládá, že tyto planety mají trvalé výtoky prachu do horních vrstev své atmosféry, což způsobuje jejich nízkou hustotu. Výtoky mohou být důsledkem silného záření jejich mateřských hvězd.[3]

- Rozsáhlý prstencový systém: Další možností je, že tyto planety jsou obklopeny rozsáhlými prstenci, které zvyšují jejich pozorovaný poloměr. Příkladem může být planeta HIP 41378 f, u níž byly prstence zvažovány jako příčina jejího nafouknutého vzhledu.[4]

- Plynné obálky: Supernafouknuté planety mohou být obklopeny rozsáhlými obálkami z vodíku a helia, což způsobuje jejich „nafouknutý“ vzhled. Tyto obálky jsou však náchylné ke ztrátě plynu vlivem intenzivního záření jejich mateřských hvězd, což by mohlo naznačovat, že jde o přechodnou fázi planetárního vývoje.[5]

## Příklady supernafouknutých planet
Mezi nejznámější příklady supernafouknutých planet patří:
- Planety obíhající hvězdu Kepler-51: Tato hvězda hostí tři supernafouknuté planety, jejichž extrémně nízká hustota byla potvrzena až v roce 2014. Planety mají hustotu menší než 0,1 g/cm³, což odpovídá hustotě cukrové vaty.[1]
- Kepler-87c: Tato planeta má podobně nízkou hustotu, přestože její velikost odpovídá Jupiteru.[6]

## Výzkumný význam
Supernafouknuté planety jsou významné pro studium formování a evoluce planetárních systémů. Poskytují cenné informace o:
- Dynamice atmosfér u exoplanet s nízkou gravitací.[1][7]
- Interakcích planet s intenzivním zářením mateřských hvězd.[1][8]
- Přechodových fázích mezi mini-Neptuny a horkými Jupitery.[9]

Pozorování těchto planet pomocí Hubbleova vesmírného dalekohledu a Vesmírného dalekohledu Jamese Webba odhalují podrobnosti o jejich atmosférách, složení a možných prstencových systémech. Přesná měření těchto vlastností mohou pomoci pochopit, zda jsou tyto planety dlouhodobě stabilní, nebo zda jejich atmosféry postupně mizí.